# Goodbye, Mr. Chips (1939)
Goodbye, Mr. Chips is een film uit 1939 onder regie van Sam Wood. De film is gebaseerd op het gelijknamige boek van James Hilton. Robert Donat en Greer Garson spelen de hoofdrollen. De film werd genomineerd voor zeven Oscars en won er een. De film werd in september 1939 in Nederland uitgebracht onder de titel Dag, mijnheer Chips.

## Verhaal
Het is 1933. Mr. Chipping is een Engelse gepensioneerde leraar die ver in zijn tachtiger jaren is. Hij gaat naar bed en droomt over zijn carrière die 58 jaar duurde. Van hieruit laat de film via flashbacks de hoogte- en dieptepunten van zijn carrière zien.
De 22-jarige Charles Edward Chipping arriveert in 1870 als leraar Latijn op de Brookfield Public School. Hier wordt hij het mikpunt van plagerijen van zijn leerlingen. Hij reageert door ze discipline bij te brengen. Hij wordt nu gerespecteerd, maar niemand mag hem. Zijn impopulariteit kost hem in 1888 een promotie.
Charles wordt zijn nietszeggende baan zat en is van plan ontslag te nemen. Max Staefel, de leraar Duits, probeert hem op andere gedachten te brengen en nodigt hem uit voor een vakantie in Oostenrijk. Tijdens het bergbeklimmen ontmoet hij Kathy Ellis. Hij krijgt het idee dat ze gered moet worden en helpt haar, niet wetend dat ze geen hulp nodig had. Ze komen elkaar opnieuw tegen in Wenen en worden verliefd. Ze beginnen een relatie en trouwen later met elkaar. Als Charles terugkeert naar Engeland, verhuist Kathy met hem mee. Hier wordt ze ook werkzaam op school. Ze inspireert Charles om een betere leraar te worden.
Kathy en haar ongeboren kind sterven tijdens de bevalling. Charles richt zich op zijn werk en blijft leraar Latijn tot zijn pensioen in 1914. Echter, als de Eerste Wereldoorlog uitbreekt, komt er een tekort aan leraren en keert Charles terug als hoofdmeester. Na zijn tweede pensioen in 1918, keert de film terug naar 1933. Hier ligt hij op zijn sterfbed.

## Rolverdeling
| Acteur       | Personage                                                      |
| ------------ | -------------------------------------------------------------- |
| Robert Donat | Mr. Chips                                                      |
| Greer Garson | Katherine "Kathy" Ellis                                        |
| Terry Kilbum | John Colley, Peter Colley I, Peter Colley II, Peter Colley III |
| John Mills   | Peter Colley als jongeman                                      |
| Paul Henreid | Staefel                                                        |

## Achtergrond
- Schrijver James Hilton haalde zijn inspiratie voor het schrijven van het boek uit zijn oud-leraar W.H. Balgarnie, die gedurende 50 jaar lang les gaf op de Leys public school.[3]
- Greer Garson kreeg in 1937 een contract bij Metro-Goldwyn-Mayer. Al snel kreeg ze bijrollen aangeboden in kleine films, maar wachtte op een hoofdrol. Die kreeg ze aangeboden in Goodbye, Mr. Chips. Ze accepteerde de rol en maakte hiermee haar debuut.
- Na de uitgifte vond in 1969 werd een nieuwe versie gemaakt. Geregisseerd door Herbert Ross, had de film Peter O'Toole en Petula Clark in de hoofdrollen.

## Academy Awards
De film werd genomineerd voor zeven Oscars:
- Academy Award voor Beste Film - genomineerd
- Academy Award voor Beste Acteur (Robert Donat) - gewonnen
- Academy Award voor Beste Actrice (Greer Garson) - genomineerd
- Academy Award voor Beste Regisseur (Sam Wood) - genomineerd
- Academy Award voor Beste Scenario (Eric Maschwitz, Claudine West, R.C. Sherriff) - genomineerd
- Academy Award voor Beste Geluid (A.W. Watkins) - genomineerd
- Academy Award voor Beste Montage (Charles Frend) - genomineerd